# Aeroportul Lifou
Aeroportul Lifou (IATA: LIF, ICAO: NWWL) este un aeroport din Noua Caledonie, Franța ce deservește zona Lifou⁠(d). Aeroportul a fost tranzitat în 2022 de 160.928 de pasageri. A fost numit după zona deservită.
Situat la o altitudine de 29 m, aeroportul dispune de o singură pistă.